# Huatabampo

Huatabampo é um município do estado de Sonora, no México.